# 龍形傳說生物
龍形傳說生物是一种巨大的蛇形传说生物，在世界各地的民间传说中都有出现。而在各地，尽管背景和象徵意義不同，但龍形傳說生物在英文中统一称为“dragon”。它在不同文化中皆可見類似形狀的傳說動物，並出现在各种文学、艺术作品以及建筑、纪念物中。例如在多数情况下，東亞龍是瑞獸，通常寓意吉祥，而西方龍則多表示邪惡。
在基督教流行之前，西方的“dragon”一直是維京人、塞爾特人和撒克遜人的民族象徵，這點和東方龍無異。隨著基督教勢力的壯大，龍和蛇有負面涵義，其在《新約全書》的啟示錄中被描繪為邪惡的“古蛇”、“魔鬼”、“撒旦”，從此西方龍就常與邪惡畫上等號，與東亞的瑞獸完全不一樣。
而在南亞文化圈也有稱為那伽的龍形傳說生物，出現在印度教傳說中，後來被佛教吸收。佛教傳入東亞後，那伽的形象亦與東亞傳統的龍混同，漢傳佛教中亦直接把那伽翻譯為「龍」。

## 词源

### 西方語言中的Dragon

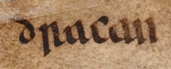
在贝奥武夫中古英语"dracan"的早期出现

在欧洲各语言中，无论是属于拉丁语族的西班牙文、法文，还是属于日耳曼语族的德文、丹麦文等语言中，这一词都有着类似的词根。在英语里，Dragon这个词在13世纪初由古法语进入英语，并通过拉丁语演变而来：draconem（主格，draco），意思是 "巨大的蛇，龙（huge serpent, dragon）"，源自古希腊语drákōn（属格：drákontos），意思是"蛇，巨大的海鱼（serpent, giant seafish）"。“drakon”的词根“drak-”有“注视”的意思，因此“drakon”字面上可能是指“拥有（死亡的）注视者”。
在斯拉夫地区，龙的词语有多个。俄罗斯文和保加利亚文中称为，馬其頓語：，波蘭語：，烏克蘭語：，塞爾維亞語：, 克罗地亚文和斯洛文尼亚文中称为zmaj。其意义依地区不同。在东斯拉夫地区被称为“zmey”、“zmij”或“zmay”的龙，是斯拉夫语中“蛇”一词的阳性形式，和“dragon”的形象基本相同。在南斯拉夫地区，被称为“ala”或者“hala”（Aždaja 或 aždaha），另一些地区则称其为“Lamya”，是雌性的恶龙，和“dragon”类似，而“zmay”则指更有智慧、善良的雄龙，和前者通常有血缘关系，但完全对立。
西方有以Dragon或其同源词为名者，華文世界习惯于音译爲“德拉贡”。如蒙德拉贡步枪（西班牙語：Fusil Mondragón）、德拉贡（德語：Dragun）等。

### 东方语言中的龙
起源於中国、遍佈东亚文化中的龙，依照《康熙字典》的正体爲“龍”，香港、台湾的通行或标准字体以及韩国汉字仍沿用；大陆简体字及新加坡、马来西亚等国的简体字中，简化作“龙”；日本汉字新字形简化作，但日本政府並無強行推廣新字體，所以日本仍可大量見到舊字體的“龍”，比如如龍系列遊戲的日語原文。
21世纪网络發達以後，针对“龙”一词的英文翻译曾经引發华语社会讨论，有主张“Chinese Dragon”者、“Loong”或“Loung”者，也有主张“Chinese Long”或“Long”者。
在中文世界的影响力扩大前，西方人也有依据的日语發音翻译成“Ryu”的。

## 各種文化中的龍

### 東亞
東亞的古老传说中，龙是掌管下雨的神，是吉祥的象征。中国的古老的图腾中，有很多龙的雕塑都是腾云驾雾，翱翔九天的形象。这与一些民间传说有关，其中流传较广的有两则：一种说法是龙原本是地上的蛇，经过很长很长的时间来采集天地灵气与日月精华，蜕变为蛟，蛟又经过蜕变最终才成为龙，才具有掌管风雨和飞天的能力；另一种说法是，古时大海里有一座门，叫做龙门。这个龙门很大，大到看不到全貌。有一天，一条鲤鱼游到了龙门下被挡住了，鲤鱼就想跳过龙门游到其他地方。经过无数次跳跃，鲤鱼终于跳过了龙门，但此时鲤鱼却变成了另一种形象，长长的身体布满鳞片，头上有两个像鹿角的角，又长出了4条腿，还有着鹰爪，上能通天，下能潜海，又有呼风唤雨的能力。这个传说后来变成的“鱼跃龙门”的故事。
受汉文化和藏文化浸润较深的不丹国，其国旗上即三爪白龙。因中国古时规定皇家龙形象为四爪或五爪，藩王或附属国只可用三爪。
藏族、納西族、彝族、白族、傈僳族等其他漢藏民族文化中也有龙的一席之地。如藏文化中的“魯”（klu）即指龙。

### 南亚、东南亚
印度文化中没有龙的概念，但有相似概念那伽族，是一类蛇神，能够呼风唤雨，那伽王居住在大海，与东亚文化中的龙特征接近。佛教将其列入天龙八部护法神，故在汉地多译作「神龙」、「天龙」，在中国的塑画形象也以中国龙（身穿帝王服饰）多见；还有一类蝮蛇神摩侯罗伽在佛教看来智慧、神通力较那伽缺乏，称爲地龙。
在受佛教影响的东南亚国家，如缅甸、斯里兰卡、泰傣地区，其寺庙上也常能看到那伽的身影，形象和中国龙十分接近。

### 古埃及
古埃及神话中并没有出现典型的龙的形象，也没有明确的以龙为主角的故事。然而，古埃及神话中已经包含了后来作为龙的形象与故事的一切原始素材，包括人类的毁灭，荷鲁斯与赛特的对抗，以及太阳之翼。古巴比伦神话将这些元素变化糅合，产生了后世龙的故事的雏形。古埃及神话出现的一个龙的雏形是上半身为鹰而下半身为狮身的形象。上半部分的鹰形代表了太阳神，而下半部分的狮身则是母神丰饶女神哈托尔的形象之一。这个龙的形象，代表着一切有关水的特性，包括使大地丰饶的好的一面与其摧毁性的的一面，的具现化。

### 美索不达米亚

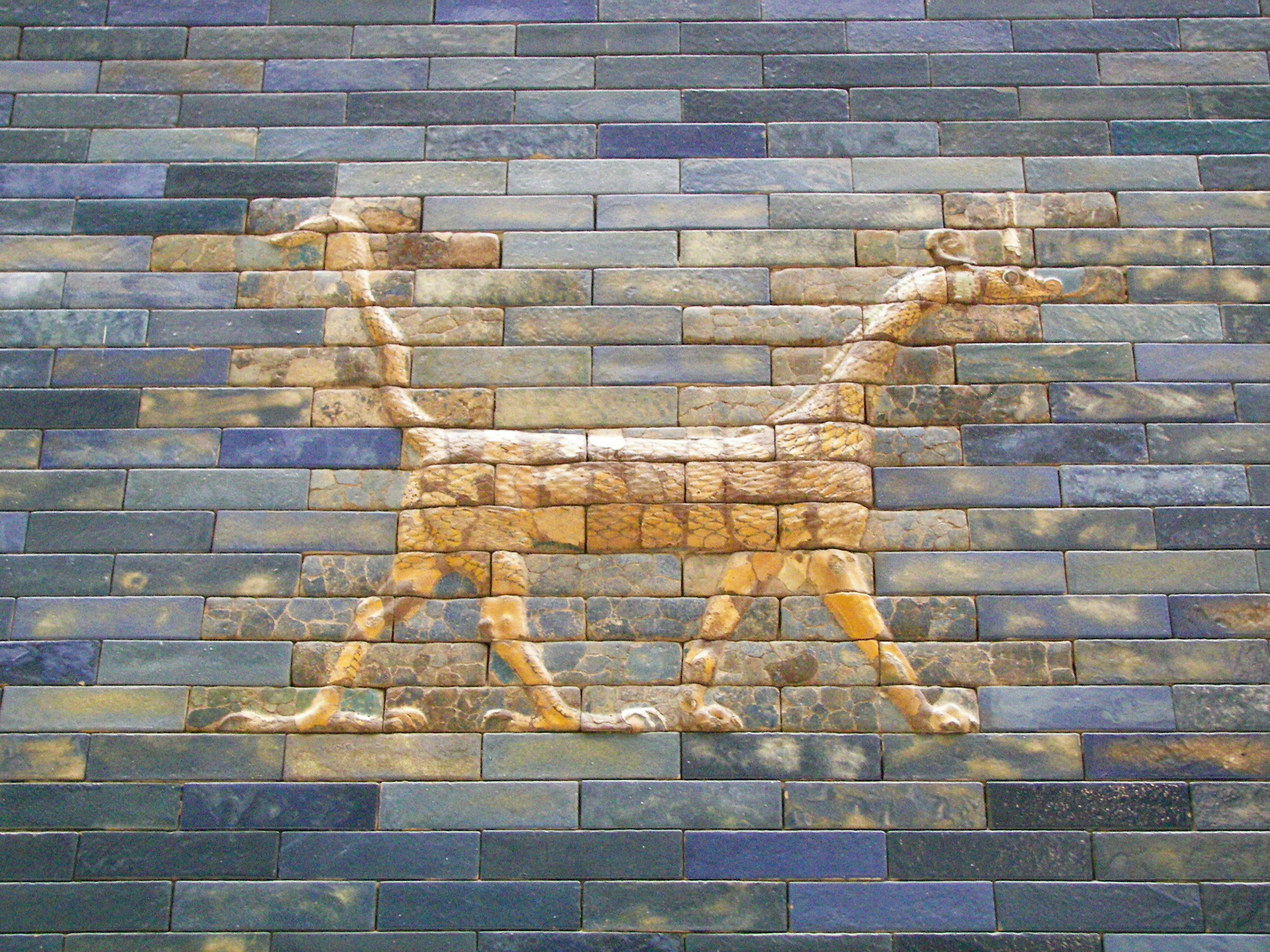
伊什塔尔城门上的怒蛇（Mušḫuššu ）的浮雕，公元前6世纪。

与古埃及神话几乎一样古老的美索不达米亚神话中则出现了更近似于现今西方龙的形象。一个代表性的例子是巴比伦神话中的迪亚马特。迪亚马特是海洋之女神，不仅是创造万物的神祇，也是元初混沌（即希腊神话中的卡俄斯）的化身。可以看到巴比伦神话在古埃及神话里继承下来的海洋、母神与破坏（混沌）的概念。迪亚马特与主神马尔杜克的战斗是“勇士与海中怪物搏斗”这一母题的早期雏形。
迪亚马特的后代怒蛇则被认为与龙有更密切的关系。根据新巴比伦时期建造的巴比伦城伊什塔尔城门（公元前6世纪）上的浮雕显示，怒蛇的形象接近于麒麟，头部、颈部和躯干都覆盖着蛇鳞，前足为狮足，后足为鹰爪；头顶长角，尾部有蝎尾针。

### 歐洲
欧洲文化中的龙是受到多方面影响的结果。前有希腊、巴比伦神话以至基督教，后有北欧神话、凯尔特文化以及英格鲁-撒克逊传说，造就了欧洲文化中丰富多彩的龙的形象。受到希腊神话的影响，许多传说中，龙是宝藏、财宝的看守者。同时，龙也变成了贪婪的象征。在基督教传说的影响下，龙成为了恶的象征。

### 《圣经》以及天主教文化中的龙
龙的形象也出现在《圣经》中。《启示录》第12章第3、第4节提到：“天上又現出異象來．有一條大紅龍、七頭十角，七頭上戴著七個冠冕。它的尾巴拖拉着天上星辰的三分之一，摔在地上。龙就站在那将要生产的妇人面前，等她生产之后，要吞吃她的孩子。”，米迦勒随后与这条龙作战。而这条龙的身份则在第9节说明：“大龙就是那古蛇，名叫魔鬼，又叫撒但，是迷惑普天下的。”最后的结束是出自第20章前3节：“我又看见一位天使从天降下，手里拿着无底坑的钥匙，和一条大链子。他捉住那龙，就是古蛇，又叫魔鬼，也叫撒但，把它捆绑一千年，扔在无底坑里，将无底坑关闭，用印封上，使它不得再迷惑列国，等到那一千年完了。以后必须暂时释放它。”在《启示录》里，龙的形象是邪恶的，是撒但的化身。这种形象也贯穿在各种基督教教义以及衍生的文艺作品及文化中。早期的圣徒传中不乏圣人与龙搏斗的事迹。

#### 圣乔治与龙

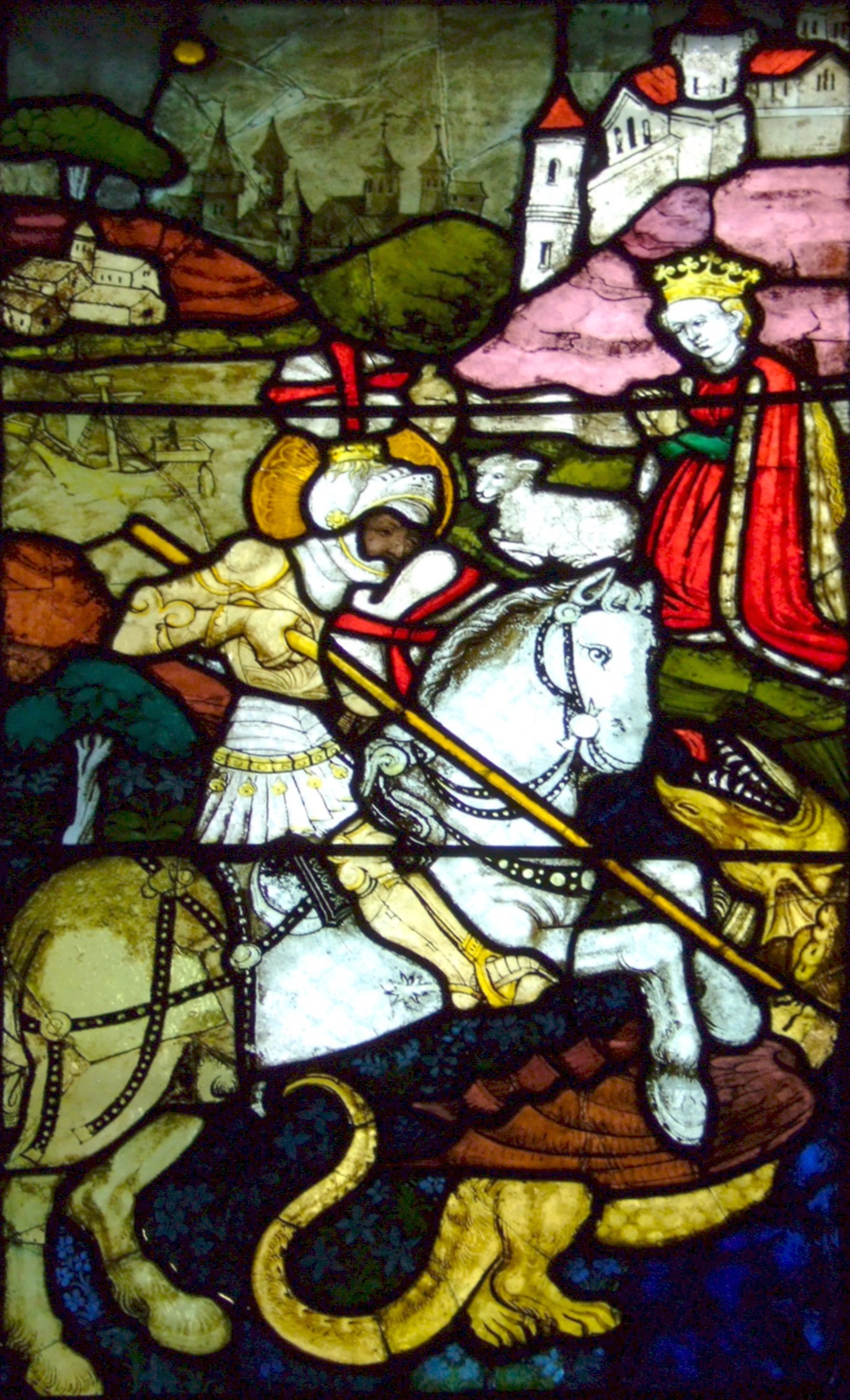
圣乔治屠龙的彩色玻璃，Hans Acker， 1440年，赫尔辛基大教堂

天主教圣徒传记中，一个著名的与龙有关的故事是《圣乔治与龙》。这个故事最早是在8世纪时以口头的方式传播，9世纪后开始作为圣乔治传记的一部分。10至11世纪时，开始出现与之相关的图画形象。据圣徒传《黄金传奇》中的描述，故事发生在利比亚的Silene城（之前的版本中地点是一个虚构的城市Lacia）。龙住在城旁的一个湖里，能喷出毒气。人们为了不受毒气侵扰，只能用羊或活人献祭。当轮到国王的女儿做祭品时，路过的圣乔治看见了坐在湖边等待被献祭的公主，遂决定屠龙。他成功用长枪刺伤毒龙，用公主的束带将龙绑进城里。城中居民见此纷纷改信耶稣并受洗，圣乔治随后斩下了龙的头颅。

#### 鬥龙的圣人
除了圣乔治的故事以外，屠龙或与龙相斗的故事还出现在许多中世纪的圣徒传中。大部分的故事都描述了圣人来到一个有龙肆虐的地方，当地人向其讲述龙危害人类或土地的情况。龙所造成的危害包括喷火以及散发有毒的气息（或称为“吐息”）。圣人随后屠龙或将龙赶走，获救的居民则用土地或金钱答谢圣人，而这些财富则被用于兴建教堂或传教事业。故事中的龙并不是财宝的守护者，这一点与同一时期的非基督教传说如《贝奥武夫》等并不相同。

### 其它
作为撒但的化身，龙也以别的形式出现在别的圣徒传中。比如在童贞玛格丽特（Saint Margaret the Virgin）的传说中，她在祈祷时受到撒但的考验，一头“可怕的龙”出现在她面前，想要吃掉它，而玛格丽特手画十字使龙退避。